# Perikopenordnung
Die Perikopenordnung (von griechisch περικοπή = abgegrenzter Bereich) ist eine 1978 eingeführte Zusammenstellung von Bibelabschnitten, den Perikopen, die zur gottesdienstlichen Lesung bzw. Auslegung in der Predigt im Laufe des Kirchenjahres vorgesehen sind. Im engeren Sinne bezeichnet man damit die Leseordnung biblischer Texte, die in der Evangelischen Kirche in Deutschland verwendet wird. 1999 gab es eine kleinere und 2018 eine etwas umfangreichere Perikopenrevision.

## Geschichte
„Der Brauch gottesdienstlicher Schriftlesungen wurde vom jüdischen Synagogengottesdienst übernommen. Listen eines sich herausbildenden Perikopensystems sind früh bezeugt, Perikopenbücher bereits ab dem 8. Jahrhundert.“ Die Entwicklung in vorkarolingischer Zeit ist hypothetisch. Man nimmt an, dass die Reihe der Evangelien, also der den einzelnen Sonn- und Feiertagen des Jahres zugeordneten Abschnitten aus den vier Evangelien, der stadtrömischen Liturgie entstammt und ihre Entwicklung um 645 relativ abgeschlossen war. Ihre Ursprünge gehen vermutlich bis ins 5. Jahrhundert (liber Comitis) zurück. Die Reihe der Epistellesungen ist davon unabhängig und stammt wohl aus dem Raum der gallikanischen Liturgie. Durch Alkuin wurden Evangelien- und Epistelreihe zusammengeführt. Diese karolingische Perikopenordnung fand ihre Nachfolger in mittelalterlichen Leseordnungen. Sowohl die lutherische Reformation als auch die tridentinische Reform (Missale Romanum) hielten im Prinzip an dieser Perikopenordnung fest (im Missale Romanum fanden Verschiebungen der Epistel- und Evangelientexte an den Sonntagen der Trinitatiszeit statt). Gepredigt wurde meist über das Evangelium.
In der Aufklärungszeit gab es Überlegungen für eine größere Auswahl von Predigttexten. So enthielt Jacob Georg Christian Adlers 1797 eingeführte Schleswig-Holsteinischen Kirchen-Agende sechs Predigtreihen. Die Texte kamen dabei ausschließlich aus dem Neuen Testament. Weitere biblische Lesungen waren nicht vorgesehen. Die Agende setzte sich nicht durch, auch weil es Proteste gegen die Änderung der in den Kalendern verzeichneten Predigttexte gab. Bis weit ins 19. Jahrhundert blieb in den evangelischen Landeskirchen jedem Sonn- und Festtag im Kirchenjahr ein Evangelientext (= Reihe 1) zugeordnet, über den dann auch gepredigt wurde. Die zweite Reihe kam auf der Eisenacher Kirchenkonferenz 1896 hinzu.
Am 17. Juni 1898 wurde durch ein Kirchengesetz der Evangelischen Kirche der altpreußischen Union für die Kirchen der Rheinprovinz eine neue Ordnung zugelassen, nach der es für das Rheinland fortan vier Perikopenreihen gab: „1. Die neuen alttestamentlichen und evangelischen Leseabschnitte, 2. die altkirchlichen Episteln und Evangelien, 3. die neuen epistolischen und evangelischen Schriftlesungen. Der vierte Jahrgang wiederholt den zweiten.“ In Westfalen durften „die neuen Leseabschnitte (1. und 3. Jahrgang) nur in den Nebengottesdiensten“ verwendet werden.

### Perikopenordnung von 1978
Bereits 1958 hatte die Lutherische Liturgische Konferenz eine „Ordnung der Predigttexte“ (OPT) erarbeitet, die erstmals sechs Predigttextreihen umfasste. Die OPT wurde in den 1970er Jahren revidiert und schließlich durch die zum 1. Advent 1978 eingeführte Perikopenordnung ersetzt.
Kennzeichen dieser Perikopenordnung ist, dass das Evangelium des Tages immer in Reihe I steht und als Leittext gilt. Die anderen Texte wurden unter Bezug darauf zusammengestellt. In der Reihe II befand sich immer die Epistel des Tages. Wo eine alttestamentliche Lesung üblich ist, stand diese in den Reihen III–VI. Für die Predigttexte wurde ein jährlicher Wechsel entsprechend den Reihen empfohlen. Vom 1. Advent 2014 bis zum Ewigkeitssonntag 2015 galt die Reihe I (Predigttext gleich Evangelium).
Dementsprechend ergab sich:
- Reihe I 2008/2009 (Predigttext gleich Evangelium)
- Reihe II 2009/2010 (Predigttext gleich Epistel)
- Reihe III 2010/2011
- Reihe IV 2011/2012
- Reihe V 2012/2013
- Reihe VI 2013/2014
- Reihe I 2014/2015 (Predigttext gleich Evangelium)
- Reihe II 2015/2016 (Predigttext gleich Epistel)
- Reihe III 2016/2017
- Reihe IV 2017/2018

### Zwischenrevision von 1999
1995 schlug die Lutherische Liturgische Konferenz eine revidierte Perikopenordnung vor. Da das 1993 (Stammausgabe) erschienene Evangelische Gesangbuch aber den Liturgischen Kalender von 1978 enthielt, wurde diese Revision nicht weiter verfolgt.
Mit Beginn des Kirchenjahres 1999/2000 gab es eine kleinere Revision der Texte.
- Am 3. Sonntag nach Trinitatis wurden die Texte I und III getauscht, so dass das „Gleichnis vom verlorenen Sohn“ (Lk 15,11–32 LUT) nun als Evangelium gelesen wurde und das „Gleichnis vom verlorenen Schaf“ (Lk 15,1–7 LUT) verdrängte.

- Die Auswahl der Texte für den 10. Sonntag nach Trinitatis, den Israelsonntag, wurde vor allem unter dem Eindruck der Shoa seit langem als kritisch angesehen und entsprechend verändert. – Dort kann seit 1999/2000 die „Weissagung über Jerusalem“ (Lk 19,41–48 LUT) durch „das Doppelgebot der Liebe“ (Mk 12,28–34 LUT) ausgetauscht werden. Als weiteres Evangelium (Reihe V) war Joh 4,19–26 LUT mit dem Satz „Das Heil kommt von den Juden“ (V. 22) vorgesehen. – Die Epistel vom Erbarmen Gottes mit Israel (Röm 11,25–32 LUT) wurde durch Röm 9,1–5.6–8.14–16 LUT, Gottes Weg mit Israel, ehemals 4. Reihe, ersetzt, und gehört nun zur Reihe VI. – Neue alttestamentliche Lesung (III) waren Ex 19,1–6 LUT, in dem Israel zugesagt wird, Gottes Volk zu sein. Ihr folgte in Reihe IV mit Jes 62,6–12 LUT die Ankündigung von Zions Herrlichkeit. Der Bericht von der Zerstörung Jerusalems unter Nebukadnezar (2 Kön 25,8–12 LUT) sowie die Tempelreinigung (Joh 2,13–22 LUT) entfielen.

- Das Evangelium des Erntedankfestes, das Gleichnis vom reichen Kornbauern (Lk 12,15–21 LUT), stellt eine negative Eigenschaft des Menschen gerade an dem Fest, an dem es unter anderem um den Ertrag und Wert landwirtschaftlicher Arbeit geht, beispielhaft an einem Landwirt dar. Da das nicht immer als glücklich empfunden wurde, wurde mit der letzten Revision Mt 6,25–34 LUT als alternative Lesungen aus den Evangelien in der Reihe I vorgesehen.

- Beim Vorletzten Sonntag des Kirchenjahres, meist als „Volkstrauertag“ geläufig, wurde der Praxis Rechnung getragen, dass die Gottesdienste an diesem Sonntag oft im Rahmen der Friedensdekade begangen werden. Daher konnten deren Texte seit dem Kirchenjahr 1999/2000 diejenigen des Sonntags ersetzen. In ihnen stand der irdische Frieden im Blick (Mt 5,2–10 LUT, Mt 16,1–4 LUT, Joh 14,27–31 LUT; 1 Tim 2,1–4 LUT, Phil 4,6–9 LUT; Mi 4,1–4 LUT).

Die meisten deutschen Landeskirchen verwendeten diese leicht revidierte Perikopenordnung; in Württemberg und Kurhessen-Waldeck wurden sie um eigene Lesereihen ergänzt.

### Ordnung gottesdienstlicher Texte und Lieder (OGTL) von 2018
Am Beginn der Revisionsarbeit, die zur Ordnung gottesdienstlicher Texte und Lieder (OGTL) von 2018 führte, stand eine Fachtagung im Jahr 2000. Dabei wurde grundsätzlich entschieden, kein neues System einzuführen, wie es die katholische Leseordnung bzw. die daraus abgeleitete Leseordnung des Revised Common Lectionary darstellt. „Die für die abendländische Kirche seit mehr als einem Jahrtausend maßgebliche Tradition des gottesdienstlichen Bibelgebrauchs sollte … in Geltung bleiben, allerdings in organischer Weiterentwicklung ihrer in der ‚Ordnung der Lesungen und Predigttexte‘ bereits erheblich modernisierten Gestalt.“ Weitere Grundlinien zur Aufnahme neuer Texte wurden vereinbart:
- Signifikant mehr alttestamentliche Predigttexte und Erweiterung ihres Gattungsspektrums;
- Spezifische Lebenswelten von Frauen und Männern;
- Kulturgeschichtlich bedeutende Bibeltexte (Beispiele: Jos 2,1–21 Rahab versteckt die Kundschafter in Jericho; 1 Sam 16,14–23 David als Harfenspieler);
- Texte, die für aktuelle Lebensfragen bedeutsam sind.

EKD, UEK und VELKD beschlossen 2011, gemeinsam eine Revision der geltenden Ordnung vorzunehmen. Für das Kirchenjahr 2014/15 wurde ein von der Arbeitsgruppe Perikopenreform erarbeitetes Erprobungslektionar („Entwurf zur Erprobung der gottesdienstlichen Lesungen und Predigttexte“) vorgelegt. Dieser Entwurf folgt dem Grundsatz einer „moderaten Revision“. Es blieb bei sechs Textreihen, die sich an den altkirchlichen Perikopen orientieren. Der Anteil alttestamentlicher Texte wurde dabei auf etwa ein Drittel verdoppelt. Die bisherigen reinen Evangelien- und Epistelreihen (Nr. I und II) wurden nicht für die gottesdienstlichen Lesungen, aber für die Predigttexte aufgegeben, so dass hier nur noch gemischte Reihen vorgesehen sind.
Die Rückmeldungen aus den Landeskirchen und Fachverbänden gingen sodann in Leitlinien zur Überarbeitung ein. Daraus entstand in den beiden Arbeitsgruppen „Texte“ und „Wochenlieder“ die Ordnung gottesdienstlicher Texte und Lieder, die im November 2017 von der Generalsynode der VELKD, der Vollkonferenz der UEK und der Synode der EKD angenommen wurde. Die Ordnung trat mit dem Kirchenjahrbeginn am Ersten Sonntag im Advent 2018 (Reihe I) in Kraft.
Nach der OGTL endet die Epiphaniaszeit nun immer mit dem Sonntag vor dem 2. Februar (Tag der Darstellung Jesu im Tempel, Lichtmess). Zwischen dem Letzten Sonntag nach Epiphanias und dem Beginn der Passionszeit liegen nun, abhängig vom Datum des Osterfestes, ein bis fünf Sonntage vor der Passionszeit, die rückwärts gezählt werden.
Der Psalm gilt vor allem als Gebetspsalm der Gemeinde (bisher: Introituspsalm), eine Praxis, die durch den Gebetspsalter im Evangelischen Gesangbuch (EG) in vielen Gemeinden Einzug gehalten hatte. Die neuen Psalmtexte des Lektionars von 2018 sind im Ergänzungsheft zum EG „Lieder und Psalmen für den Gottesdienst“ enthalten.
Das Halleluja ist, wie es ökumenisch üblich ist, Aufgesang zur Lesung des Evangeliums.
Das Evangelium des Tages blieb gegenüber der Ordnung von 1978 meist unverändert. Ausnahmen sind die Evangelien am ersten und zweiten Weihnachtstag sowie an den Sonntagen Reminiszere und Kantate.
Zwei Sonntage haben ein doppeltes Proprium:
- 10. Sonntag nach Trinitatis (Israelsonntag): Freude über die Verbundenheit von Christen und Juden (liturgische Farbe: grün), alternativ: Gedenktag der Zerstörung Jerusalems (liturgische Farbe: violett);
- Letzter Sonntag des Kirchenjahres: Ewigkeitssonntag oder Totensonntag (bisher: Gedenktag der Entschlafenen); die liturgische Farbe ist in beiden Fällen weiß.

Das neue Lektionar enthält einen zweiten Teil mit Festen und Gedenktagen nach dem Kalenderjahr, darunter:
- 27. Januar, Tag des Gedenkens an die Opfer des Nationalsozialismus, und 9. November, Tag des Gedenkens an die Novemberpogrome;
- Biblisch begründete, ökumenische Gedenktage: 22. Juli, Maria Magdalena, und 29. August, Enthauptung Johannes des Täufers;
- Zwei populäre Gedenktage von Heiligen: 11. November, Martin von Tours, und 6. Dezember, Nikolaus von Myra.

Diese Proprien für Feste und Gedenktage im Kalenderjahr verstehen sich als „Einladung zur Entdeckung und Erprobung gottesdienstlicher Alternativen … und nicht etwa als Vorschriften, denen man eigentlich folgen müsste.“

## Verbindlichkeit
Die Texte der Perikopenordnung werden – landeskirchlich verschieden – teils als Empfehlungen, teils als verbindliche Vorgaben für evangelische Gottesdienste an den jeweiligen Sonn- und Feiertagen angesehen. Es liegt im Rahmen des Kanzelrechts weithin in der Hand des verantwortlichen Pfarrers, wie sie eingesetzt werden.
Die Presbyterien und Kirchenvorstände entscheiden im Rahmen des Liturgierechts, des ius liturgicum, örtlich über die Zahl der Lesungen im Gottesdienst. Am weitesten verbreitet ist die Praxis zweier Lesungen, meist Epistel und Evangelium, seltener werden regelmäßig drei Lesungen vorgetragen, von denen jeweils eine dem Alten Testament, eine den Episteln und eine den Evangelien entstammen. Die Lesung des Predigttextes erfolgt in der Regel von der Kanzel im Rahmen der Predigt selbst.
Das Lektionar von 2018 regelt weniger verbindlich als bisher, ob besondere Tage mit ihrem Proprium an die Stelle des Sonntagspropriums treten können. Die neuen Regeln „wollen zu einer abwechslungsreicheren liturgischen Kultur einladen und dafür Anhalts- und Orientierungspunkte geben, aber keine Vorschriften machen.“

## Perikopenordnungen im ökumenischen Vergleich
Die in der EKD gültige Perikopenordnung wurde in einigen deutschsprachigen Kirchen (Evangelische Kirche A.B. in Österreich, Evangelische Kirche im Elsass und in Lothringen, lutherische Gemeinden in der Schweiz, in Italien, weitgehend auch Evangelisch-Lutherische Kirche in Russland und anderen Staaten usw.) übernommen, darüber hinaus in den lutherischen Kirchen Litauens und der Slowakei. Über die Herrnhuter Brüdergemeine gelangte sie in die Herrnhuter Losungen und auf diesem Wege zu der reformierten Kirche in Polen und der Waldenserkirche in Italien.
Die lutherischen Kirchen Skandinaviens haben Lektionare, die auf der gleichen mittelalterlichen Tradition aufbauen wie die Perikopenordnung der EKD, diese aber jeweils unterschiedlich weiterentwickeln.
In den reformierten Kirchen und Gemeinden Deutschlands ist eine Orientierung am Kirchenjahr und damit auch an der Leseordnung bis heute nicht überall verbreitet. Vergleichbar den Vorbildern der Reformationszeit haben bis heute Continua-Predigten eine größere Bedeutung. Dabei wird an mehreren aufeinanderfolgenden Sonntagen fortlaufend ein biblisches Buch gepredigt. Auch die evangelisch-reformierte Kirche in der Schweiz hat bisher die Einführung einer Perikopenordnung abgelehnt. Faktisch hat die Ordnung der Predigttexte nach der EKD-Ordnung jedoch einen gewissen Einfluss auch in den reformierten Kirchen der Schweiz und Deutschlands, weil sich die deutschsprachige evangelische Predigtliteratur und die Hilfen zur Vorbereitung daran orientieren.
In der katholischen Kirche gilt seit der Reform der Leseordnung nach dem 2. Vatikanischen Konzil weltweit eine einheitliche Leseordnung (Ordo Lectionum Missae) mit drei Textreihen für die Sonn- und Feiertage (A, B, C). Diese orientieren sich, was die Lesung aus den Evangelien und die Lesung der Apostelbriefe („2. Lesung“) betrifft, am Prinzip der Bahnlesung, also der fortlaufenden Lesung von biblischen Büchern, so dass 2. Lesung und Evangelium in der Regel keine inhaltlichen Bezüge aufweisen. Die 1. Lesung, die meist aus dem Alten Testament genommen wird, ist mit Bezug auf das jeweilige Evangelium ausgewählt. Für die Werktagsmessen gibt es für die 1. Lesung die Lesereihen I und II, die Evangelienlesung ist jedes Jahr gleich. 1. Lesung und Evangelium folgen an Werktagen dem Prinzip der Bahnlesung, so dass es auch hier nur zufällig inhaltliche Bezüge gibt.
In liturgisch geprägten Kirchen des englischsprachigen Raumes sind ebenfalls Perikopenordnungen mit drei bis vier Reihen üblich. Besonders verbreitet ist seit 1994 das Revised Common Lectionary, das gemeinsam von Katholiken, Anglikanern und Lutheranern verantwortet wird. Es entspricht der katholischen Leseordnung, wie sie nach dem 2. Vatikanischen Konzil herausgegeben wurde, ergänzt sie aber um eine alttestamentliche Bahnlesung, die in etwa dem Verlauf des biblischen Kanons folgt: im Lesejahr A die Bücher Genesis bis Richter, im Lesejahr B Samuelbücher und Weisheitsliteratur, im Lesejahr C Königsbücher und Propheten. Diese Lesungen stellen eine Alternative dar zu der alttestamentlichen Lesung der katholischen Leseordnung und wurden nicht nach dem Prinzip Verheißung (Altes Testament) – Erfüllung (Neues Testament) ausgewählt. Außerdem unterscheidet sich das Revised Common Lectionary von der römisch-katholischen Leseordnung darin, dass die Perikopen, besonders bei den Episteln, oft erweitert wurden.

## Die Texte nach der aktuellen Perikopenordnung
Zu jedem Sonn- und Feiertag im liturgischen Kalender wird aufgeführt:
- Zeile 1: Name des Tages
- Zeile 2: Wochenspruch (auch als Eingangsvotum)
- Zeile 3: Wochenpsalm
- Zeile 4–9: Die Textreihen I–VI

Im Kirchenjahr 2020/2021 (d. h., ab 1. Advent 2020) gilt für die Predigttexte die Perikopenreihe III, im Kirchenjahr 2021/2022 die Perikopenreihe IV usw.

### Adventszeit
1. Sonntag im Advent
- Wochenspruch/Votum: „Siehe, dein König kommt zu dir, ein Gerechter und ein Helfer.“ (Sacharja 9,9a LUT)
- Psalm 24 LUT
- I. 	Matthäus 21,1–11 LUT (Evangelium)
- II. 	Römer 13,8–12 LUT (Epistel)
- III. 	Sacharja 9,9–10 LUT (Alttestamentliche Lesung)
- IV.  Jeremia 23,5–8 LUT
- V. 	Offenbarung 3,14–22 LUT
- VI. 	Psalm 24 LUT

2. Sonntag im Advent
- Wochenspruch/Votum: „Seht auf und erhebt eure Häupter, weil sich eure Erlösung naht.“ (Lukas 21,28b LUT)
- Psalm 80,2-3.5–6.15–16.19–20 LUT
- I. 	Jesaja 35,3–10 LUT
- II.  Lukas 21,25–33 LUT (Evangelium)
- III.	Jakobus 5,7–8 (9–11) LUT (Epistel)
- IV. 	Jesaja 63,15 – 64,3 LUT (Alttestamentliche Lesung)
- V.	Hoheslied 2,8–13 LUT
- VI.	Offenbarung 3,7–13 LUT

3. Sonntag im Advent
- Wochenspruch/Votum: „Bereitet dem HERRN den Weg; denn siehe, der HERR kommt gewaltig.“ (Jesaja 40,3.10 LUT)
- Psalm 85,2–8 LUT
- I. 	Römer 15,4–13 LUT
- II.	Lukas 3,(1–2) 3–14 (15–17) 18 (19–20) LUT
- III.	Lukas 1,67–79 LUT (Evangelium)
- IV. 	1. Korinther 4,1–5 LUT (Epistel)
- V.	Jesaja 40,1–11 LUT (Alttestamentliche Lesung)
- VI.	Matthäus 11,2–10 LUT

4. Sonntag im Advent
- Wochenspruch/Votum: „Freuet euch in dem Herrn allewege, und abermals sage ich: Freuet euch! Der Herr ist nahe!“ (Philipper 4,4–5 LUT)
- Psalm 102,13–14.16–18.20–23 LUT
- I. 	Lukas 1,(26–38) 39–56 LUT
- II.	2. Korinther 1,18–22 LUT
- III.	1. Mose 18,1–2.9–15 LUT
- IV. 	Lukas 1,26–38 (39–56) LUT (Evangelium)
- V.	Philipper 4,4–7 LUT (Epistel)
- VI.	Jesaja 62,1–5 LUT (Alttestamentliche Lesung)

### Weihnachtszeit
Heiliger Abend – Christvesper
- Wochenspruch/Votum: „Fürchtet euch nicht! Siehe, ich verkündige euch große Freude, die allem Volk widerfahren wird; denn euch ist heute der Heiland geboren, welcher ist Christus, der Herr, in der Stadt Davids.“ (Lukas 2,10b–11 LUT)
- Psalm 96,1-3.7-13 LUT
- I.	Jesaja 9,1–6 LUT (Alttestamentliche Lesung)
- II.	Hesekiel 37,24–28 LUT
- III.  Jesaja 11,1–10 LUT
- IV.  Micha 5,1–4a LUT
- V.   Lukas 2,1–20 LUT (Evangelium)
- VI.  Galater 4,4–7 LUT (Epistel)

Heiliger Abend – Christnacht
- Wochenspruch/Votum: „Fürchtet euch nicht! Siehe, ich verkündige euch große Freude, die allem Volk widerfahren wird; denn euch ist heute der Heiland geboren, welcher ist Christus, der Herr, in der Stadt Davids.“ (Lukas 2,10b–11 LUT)
- Psalm 96,1-3.7-13 LUT
- I.	1. Timotheus 3,16 LUT (Epistel)
- II.  Sacharja 2,14–17 LUT (Alttestamentliche Lesung)
- III.  Matthäus 1,18–25 LUT
- IV.	Titus 2,11–14 LUT
- V.	Hesekiel 34,23–31 LUT
- VI.	Lukas 2,1–20 LUT (Evangelium)

Christfest – 1. Feiertag
- Wochenspruch/Votum: „Das Wort ward Fleisch und wohnte unter uns, und wir sahen seine Herrlichkeit.“ (Johannes 1,14a LUT)
- Psalm 96,1-3.7-13 LUT
- I.	Johannes 1,1–5.9–14 (16–18) LUT (Evangelium)
- II.	Titus 3,4–7 LUT (Epistel)
- III.	Jesaja 52,7–10 LUT (Alttestamentliche Lesung)
- IV.	1. Johannes 3,1–2 (3–5) LUT
- V.	Kolosser 2,3 (4–5) 6–10 LUT
- VI.	2. Mose 2,1–10 LUT

Christfest – 2. Feiertag
- Wochenspruch/Votum: „Das Wort ward Fleisch und wohnte unter uns, und wir sahen seine Herrlichkeit.“ (Johannes 1,14a LUT)
- Psalm 96,1-3.7-13 LUT
- I.	Römer 1,1–7 LUT
- II.	Matthäus 1,18–25 LUT (Evangelium)
- III.	Hebräer 1,1–4 (5–14) LUT (Epistel)
- IV.	Jesaja 7,10–14 LUT (Alttestamentliche Lesung)
- V.	Matthäus 1,1–17 LUT
- VI.	2. Korinther 8,7–9 LUT

1. Sonntag nach dem Christfest
- Wochenspruch/Votum: „Wir sahen seine Herrlichkeit, eine Herrlichkeit als des eingeborenen Sohnes vom Vater, voller Gnade und Wahrheit.“ (Johannes 1,14b LUT)
- Psalm 71,1–3.12.14–18 LUT
- I.	Matthäus 2,13–18 (19–23) LUT
- II.  Hiob 42,1–6 LUT
- III.  Lukas 2,(22–24) 25–38 (39–40) LUT (Evangelium)
- IV.	1. Johannes 1,1–4 LUT (Epistel)
- V.	Jesaja 49,13–16 LUT (Alttestamentliche Lesung)
- VI.	Johannes 12,44–50 LUT

Altjahrsabend
- Wochenspruch/Votum: „Meine Zeit steht in deinen Händen.“ (Psalm 31,16a LUT)
- Psalm 121 LUT
- I.	Jesaja 51,4–6 LUT
- II.	Hebräer 13,8–9b LUT
- III. 2. Mose 13,20–22 LUT
- IV.	Matthäus 13,24–30 LUT (Evangelium)
- V.	Römer 8,31b–39 LUT (Epistel)
- VI.	Prediger 3,1–15 LUT (Alttestamentliche Lesung)

Neujahrstag
- Wochenspruch/Votum: „Jesus Christus gestern und heute und derselbe auch in Ewigkeit.“ (Hebräer 13,8 LUT)
- Psalm 8,2-10 LUT
- I.	Josua 1,1–9 LUT (Alttestamentliche Lesung)
- II.	Johannes 14,1–6 LUT
- III.	Philipper 4,10–13 (14–20) LUT
- IV.	Sprüche Salomos 16,(1–8) 9 LUT
- V.	Lukas 4,16–21 LUT (Evangelium)
- VI.	Jakobus 4,13–15 LUT (Epistel)

2. Sonntag nach dem Christfest
- Wochenspruch/Votum: „Wir sahen seine Herrlichkeit, eine Herrlichkeit als des eingeborenen Sohnes vom Vater, voller Gnade und Wahrheit.“ (Johannes 1,14b LUT)
- Psalm 100 LUT
- I./IV.	1. Johannes 5,11–13 LUT (Epistel)
- II./V.	Jesaja 61,1–3 (4.9) 10–11 LUT (Alttestamentliche Lesung)
- III./VI.	Lukas 2,41–52 LUT (Evangelium)

Fest der Erscheinung des Herrn – Epiphanias
- Wochenspruch/Votum: „Die Finsternis vergeht, und das wahre Licht scheint schon.“ (1. Johannes 2,8b LUT)
- Psalm 72,1–3.10–12.17–19 LUT
- I.	Matthäus 2,1–12 LUT (Evangelium)
- II.	Epheser 3,1–7 LUT (Epistel)
- III.	Jesaja 60,1–6 LUT (Alttestamentliche Lesung)
- IV.	Johannes 1,15–18 LUT
- V.	2. Korinther 4,3–6 LUT
- VI.	1. Könige 10,1–13 LUT

### Epiphaniaszeit
1. Sonntag nach Epiphanias
- Wochenspruch/Votum: „Welche der Geist Gottes treibt, die sind Gottes Kinder.“ (Römer 8,14 LUT)
- Psalm 89,2–5.27–30 LUT
- I. 	Josua 3,5–11.17 LUT
- II.	Matthäus 3,13–17 LUT (Evangelium)
- III.	Römer 12,1–8 LUT (Epistel)
- IV. 	Jesaja 42,1–9 LUT (Alttestamentliche Lesung)
- V.	Johannes 1,29–34 LUT
- VI.	1. Korinther 1,26–31 LUT

2. Sonntag nach Epiphanias
- Wochenspruch/Votum: „Von seiner Fülle haben wir alle genommen Gnade um Gnade.“ (Johannes 1,16 LUT)
- Psalm 105,1–8 LUT
- I. 	Römer 12,9–16 LUT
- II.	Jeremia 14,1(2)3–4(5–6)7–9 LUT
- III.	Johannes 2,1–11 LUT (Evangelium)
- IV. 	1. Korinther 2,1–10 LUT (Epistel)
- V.	2. Mose 33,18–23 LUT (Alttestamentliche Lesung)
- VI.	Hebräer 12,12–18. (19–21) 22–25a LUT

3. Sonntag nach Epiphanias
- Wochenspruch/Votum: „Es werden kommen von Osten und von Westen, von Norden und von Süden, die zu Tisch sitzen werden im Reich Gottes.“ (Lukas 13,29 LUT)
- Psalm 86,1–2.5–11 LUT
- I. 	Johannes 4,5–14 LUT
- II.	Apostelgeschichte 10,21–35 LUT
- III.	Rut 1,1–19a LUT
- IV. 	Matthäus 8,5–13 LUT (Evangelium)
- V.	Römer 1,13–17 LUT (Epistel)
- VI.	2. Könige 5,(1–8) 9-15 (16–18) 19a LUT (Alttestamentliche Lesung)

Letzter Sonntag nach Epiphanias
- Wochenspruch/Votum: „Über dir geht auf der HERR, und seine Herrlichkeit erscheint über dir.“ (Jesaja 60,2 LUT)
- Psalm 97 LUT
- I. 	2. Mose 3,1–8a (8b–9) 10 (11–12) 13–14 (15) LUT (Alttestamentliche Lesung)
- II.	Offenbarung 1,9–18 LUT
- III.	2. Petrus 1,16–19 (20–21) LUT
- IV. 	2. Mose 34,29–35 LUT
- V.	Matthäus 17,1–9 LUT (Evangelium)
- VI.	2. Korinther 4,6–10 LUT (Epistel)

### Vorpassionszeit
5. Sonntag vor der Passionszeit
- Wochenspruch/Votum: „Der Herr wird ans Licht bringen, was im Finstern verborgen ist, und das Trachten der Herzen offenbar machen.“ (1. Korinther 4,5b LUT)
- Psalm 37,3-8.10-11 LUT
- I./IV. 	1. Korinther 1,4–9 LUT (Epistel)
- II./V.	Jesaja 40,12–25 LUT (Alttestamentliche Lesung)
- III./VI.	Matthäus 21,28–32 LUT (Evangelium)

4. Sonntag vor der Passionszeit
- Wochenspruch/Votum: „Kommt her und sehet an die Werke Gottes, der so wunderbar ist in seinem Tun an den Menschenkindern.“ (Psalm 66,5 LUT)
- Psalm 107,1–2. 23–32 LUT
- I. 	Markus 4,35–41 LUT (Evangelium)
- II.	2. Korinther 1,8–11 LUT (Epistel)
- III.	Jesaja 51,9–16 LUT (Alttestamentliche Lesung)
- IV. 	Matthäus 14,22–33 LUT
- V.	Markus 5,24b–34 LUT
- VI.	1. Mose 8,1–12 LUT

Septuagesimä: 3. Sonntag vor der Passionszeit
- Wochenspruch/Votum: „Wir liegen vor dir mit unserm Gebet und vertrauen nicht auf unsre Gerechtigkeit, sondern auf deine große Barmherzigkeit.“ (Daniel 9,18 LUT)
- Psalm 31,20–25 LUT
- I. 	Prediger 7,15–18 LUT
- II.	Matthäus 20,1–16 LUT (Evangelium)
- III.	Philipper 2,12–13 LUT (Epistel)
- IV. 	Jeremia 9,22–23 LUT (Alttestamentliche Lesung)
- V.	Matthäus 9,9–13 LUT
- VI.	1. Korinther 9,19–27 LUT

Sexagesimä: 2. Sonntag vor der Passionszeit
- Wochenspruch/Votum: „Heute, wenn ihr seine Stimme hört, so verstockt eure Herzen nicht.“ (Hebräer 3,15 LUT)
- Psalm 119,89–92.103–105.116 LUT
- I. 	Apostelgeschichte 16,9–15 LUT
- II.	Hesekiel 2,1–5 (6–7) 8–10; 3, 1–3 LUT
- III.	Lukas 8,4–8 (9–15) LUT (Evangelium)
- IV. 	Hebräer 4,12–13 LUT (Epistel)
- V.	Jesaja 55,(6–7) 8–12a LUT (Alttestamentliche Lesung)
- VI.	Markus 4,26–29 LUT

Estomihi: Sonntag vor der Passionszeit
- Wochenspruch/Votum: „Seht, wir gehen hinauf nach Jerusalem, und es wird alles vollendet werden, was geschrieben ist durch die Propheten von dem Menschensohn.“ (Lukas 18,31 LUT)
- Psalm 31,2–6.8–9.16–17 LUT
- I. 	Lukas 10,38–42 LUT
- II.	Lukas 18,31–43 LUT
- III.	Jesaja 58,1–9a LUT
- IV. 	Markus 8,31–38 LUT (Evangelium)
- V.	1. Korinther 13,1–13 LUT (Epistel)
- VI.	Amos 5,21–24 LUT (Alttestamentliche Lesung)

### Passionszeit
Aschermittwoch
- Wochenspruch/Votum: „Seht, wir gehen hinauf nach Jerusalem, und es wird alles vollendet werden, was geschrieben ist durch die Propheten von dem Menschensohn.“ (Lukas 18,31 LUT)
- Psalm 51,3–6.11–14 LUT
- I. 	Joel 2,12–19 LUT (Alttestamentliche Lesung)
- II.	Matthäus 9,14–17 LUT
- III.	Psalm 51,1–14 (15–21) LUT
- IV. 	2. Mose 32,1–6.15–20 LUT
- V.	Matthäus 6,16–21 LUT (Evangelium)
- VI.	2. Petrus 1,2–11 LUT (Epistel)

Invokavit: 1. Sonntag der Passionszeit
- Wochenspruch/Votum: „Dazu ist erschienen der Sohn Gottes, dass er die Werke des Teufels zerstöre.“ (1. Johannes 3,8b LUT)
- Psalm 91,1–6.9–12 LUT
- I. 	Hebräer 4,14–16 LUT (Epistel)
- II.	1. Mose 3,1–19 (20–24) LUT (Alttestamentliche Lesung)
- III.	Johannes 13,21–30 LUT
- IV. 	2. Korinther 6,1–10 LUT
- V.	Hiob 2,1–13 LUT
- VI.	Matthäus 4,1–11 LUT (Evangelium)

Reminiszere: 2. Sonntag der Passionszeit
- Wochenspruch/Votum: „Gott erweist seine Liebe zu uns darin, dass Christus für uns gestorben ist, als wir noch Sünder waren.“ (Römer 5,8 LUT)
- Psalm 25,1–9 LUT
- I. 	Johannes 3,14–21 LUT (Evangelium)
- II.	Römer 5,1–5 (6–11) LUT (Epistel)
- III.	Jesaja 5,1–7 LUT (Alttestamentliche Lesung)
- IV. 	Matthäus 26,36–46 LUT
- V.	Markus 12,1–12 LUT
- VI.	4. Mose 21,4–9 LUT

Okuli: 3. Sonntag der Passionszeit
- Wochenspruch/Votum: „Wer seine Hand an den Pflug legt und sieht zurück, der ist nicht geschickt für das Reich Gottes.“ (Lukas 9,62 LUT)
- Psalm 34,16–23 LUT
- I. 	Jeremia 20,7–11a (11b–13) LUT
- II.	Lukas 9,57–62 LUT (Evangelium)
- III.	Epheser 5,1–2 (3–7) 8–9 LUT (Epistel)
- IV. 	1. Könige 19,1–8 (9–13a) LUT (Alttestamentliche Lesung)
- V.	Lukas 22,47–53 LUT
- VI.	1. Petrus 1,(13–17) 18–21 LUT

Lätare: 4. Sonntag der Passionszeit
- Wochenspruch/Votum: „Wenn das Weizenkorn nicht in der Erde fällt und erstirbt, bleibt es allein; wenn es aber erstirbt, bringt es viel Frucht.“ (Johannes 12,24 LUT)
- Psalm 84,2–13 LUT
- I.	Johannes 6,47–51 LUT
- II.	Jesaja 66,10–14 LUT
- III. 	Johannes 12,20–24 LUT (Evangelium)
- IV.	2. Korinther 1,3–7 LUT (Epistel)
- V.	Jesaja 54,7–10 LUT (Alttestamentliche Lesung)
- VI. 	Lukas 22,54–62 LUT

Judika: 5. Sonntag der Passionszeit
- Wochenspruch/Votum: „Der Menschensohn ist nicht gekommen, dass er sich dienen lasse, sondern dass er diene und gebe sein Leben als Lösegeld für viele.“ (Matthäus 20,28 LUT)
- Psalm 43,1–5 LUT
- I.	Johannes 18,28 – 19,5 LUT
- II.	Hebräer 13,12–14 LUT
- III. 	Hiob 19,19–27 LUT
- IV. 	Markus 10,35–45 LUT (Evangelium)
- V.	Hebräer 5,(1-6) 7–9 (10) LUT (Epistel)
- VI.	1. Mose 22,1–14 (15–19) LUT (Alttestamentliche Lesung)

Palmsonntag: 6. Sonntag der Passionszeit
- Wochenspruch/Votum: „Der Menschensohn muss erhöht werden, damit alle, die an ihn glauben, das ewige Leben haben.“ (Johannes 3,14b–15 LUT)
- Psalm 69,2–4.8–10.14.21–22.30 LUT oder Philipper 2,5–11 LUT
- I. 	Jesaja 50,4–9 LUT (Alttestamentliche Lesung)
- II.	Markus 14,(1–2) 3–9 LUT
- III.	Hebräer 11,1–2 (8–12.39–40); 12,1-3 LUT
- IV.	Johannes 17,1–8 LUT
- V. 	Johannes 12,12–19 LUT (Evangelium)
- VI.	Philipper 2,5–11 LUT (Epistel)

Gründonnerstag: Tag der Einsetzung des Abendmahls
- Wochenspruch/Votum: „Er hat ein Gedächtnis gestiftet seiner Wunder, der gnädige und barmherzige HERR.“ (Psalm 111,4 LUT)
- Psalm 111 LUT
- I.	1. Korinther 11,(17–22) 23–26 (27–29.33–34a) LUT (Epistel)
- II.	2. Mose 12,1–4 (5) 6–8 (9) 10–14 LUT (Alttestamentliche Lesung)
- III.	Matthäus 26,17–30 LUT
- IV. 	1. Korinther 10,16–17 LUT
- I.	Lukas 22,39–46 LUT
- VI. 	Johannes 13,1–15.34–35 LUT (Evangelium)

Karfreitag: Tag der Kreuzigung des Herrn
- Wochenspruch/Votum: „Also hat Gott die Welt geliebt, dass er seinen eingeborenen Sohn gab, auf dass alle, die an ihn glauben, nicht verloren werden, sondern das ewige Leben haben.“ (Johannes 3,16 LUT)
- Psalm 22,2–9.12.16.19–20 LUT
- I. 	Johannes 19,16–30 LUT (Evangelium)
- II.	2. Korinther 5,(14b–18) 19–21 LUT (Epistel)
- III.	Jesaja 52,13 – 53,12 LUT (Alttestamentliche Lesung)
- IV.	Lukas 23,32–49 LUT
- V. 	Kolosser 1,13–20 LUT
- VI.	Matthäus 27,33–54 LUT

Karfreitag – Vesper
- I. 	Johannes 19,31–42 LUT

Karsamstag
- Psalm 88,2–7.11–13 LUT oder Jona 2,3–10 LUT
- I.	Jona 2 LUT
- II. 	Matthäus 27,(57–61) 62–66 LUT (Evangelium)
- III.	1. Petrus 3,18–22 LUT (Epistel)
- IV.	Hesekiel 37,1–14 LUT (Alttestamentliche Lesung)
- V.	Johannes 19,(31–37) 38–42 LUT
- VI. 	Hebräer 9,11–12.24 LUT

### Ostern, Osterzeit, Pfingsten
Osternacht
- Wochenspruch/Votum: „Christus spricht: Ich war tot, und siehe, ich bin lebendig von Ewigkeit zu Ewigkeit und habe die Schlüssel des Todes und der Hölle.“ (Offenbarung 1,18 LUT)
- Psalm 118,14–24 LUT
- I. 	1. Thessalonicher 4,13–18 LUT
- II.	2. Timotheus 2,8–13 LUT
- III. 	Matthäus 28,1–10 LUT (Evangelium)
- IV.	Kolosser 3,1–4 LUT (Epistel)
- V.	Jesaja 26,13–14 (15–18) 19 LUT (Alttestamentliche Lesung)
- VI.	Johannes 5,19–21 LUT

Ostersonntag: Tag der Auferstehung des Herrn
- Wochenspruch/Votum: „Christus spricht: Ich war tot, und siehe, ich bin lebendig von Ewigkeit zu Ewigkeit und habe die Schlüssel des Todes und der Hölle.“ (Offenbarung 1,18 LUT)
- Psalm 118,14–24 LUT
- I.	Johannes 20,11–18 LUT
- II.	1. Korinther 15,(12–18) 19–28 LUT
- III.	2. Mose 14,8–14.19–23.28–30a; 15,20–21 LUT
- IV. 	Markus 16,1–8 LUT (Evangelium)
- V.	1. Korinther 15,1–11 LUT (Epistel)
- VI. 	1. Samuel 2,1–2.6–8a LUT (Alttestamentliche Lesung)

Ostermontag
- Wochenspruch/Votum: Christus spricht: „Ich war tot, und siehe, ich bin lebendig von Ewigkeit zu Ewigkeit und habe die Schlüssel des Todes und der Hölle.“ (Offenbarung 1,18 LUT)
- Psalm 118,14–24 LUT
- I.	Jesaja 25,6–9 LUT (Alttestamentliche Lesung)
- II.	Lukas 24,36–45 LUT
- III.	Offenbarung 5,6–14 LUT
- IV.	Jona 2,(1–2) 3–10 (11) LUT
- V. 	Lukas 24,13–35 LUT (Evangelium)
- VI. 	1. Korinther 15,50–58 LUT (Epistel)

Quasimodogeniti: 1. Sonntag nach Ostern
- Wochenspruch/Votum: „Gelobt sei Gott, der Vater unseres Herrn Jesus Christus, der uns nach seiner großen Barmherzigkeit wiedergeboren hat zu einer lebendigen Hoffnung durch die Auferstehung Jesu Christi von den Toten.“ (1. Petrus 1,3 LUT)
- Psalm 116,1–9.13 LUT
- I.	1. Petrus 1,3–9 LUT (Epistel)
- II.	Jesaja 40,26–31 LUT (Alttestamentliche Lesung)
- III.	Johannes 21,1–14 LUT
- IV. 	Kolosser 2,12–15 LUT
- V. 	1. Mose 32,23–32 LUT
- VI. 	Johannes 20,19–20 (21–23) 24–29 LUT (Evangelium)

Misericordias Domini: 2. Sonntag nach Ostern
- Wochenspruch/Votum: Christus spricht: „Ich bin der gute Hirte. Meine Schafe hören meine Stimme, und ich kenne sie, und sie folgen mir; und ich gebe ihnen das ewige Leben.“ (Johannes 10,11.27–28 LUT)
- Psalm 23 LUT
- I. 	Johannes 10,11–16 (27–30) LUT (Evangelium)
- II.	1. Petrus 2,21b–25 LUT (Epistel)
- III.	Hesekiel 34,1–2 (3–9) 10–16.31 LUT (Alttestamentliche Lesung)
- IV.	Johannes 21,15–19 LUT
- V. 	1. Petrus 5,1–4 LUT
- VI.	1. Mose 16,1–16 LUT

Jubilate: 3. Sonntag nach Ostern
- Wochenspruch/Votum: „Ist jemand in Christus, so ist er eine neue Kreatur; das Alte ist vergangen, siehe, Neues ist geworden.“ (2. Korinther 5,17 LUT)
- Psalm 66,1–9 LUT
- I.	Sprüche 8,22–36 LUT
- II. 	Johannes 15,1–8 LUT (Evangelium)
- III.	Apostelgeschichte 17,22–34 LUT (Neutestamentliche Lesung)
- IV.	1. Mose 1,1–4a (4b–25) 26–28 (29–30) 31a (31b); 2,1–4a LUT (Alttestamentliche Lesung)
- V.	Johannes 16,16–23a LUT
- VI. 	2. Korinther 4,16–18 LUT

Kantate: 4. Sonntag nach Ostern
- Wochenspruch/Votum: „Singet dem Herrn ein neues Lied, denn er tut Wunder.“ (Psalm 98,1 LUT)
- Psalm 98 LUT
- I. 	Apostelgeschichte 16,23–34 LUT
- II.	2. Chronik 5,2–5 (6–11) 12–14 LUT
- III. 	Lukas 19,37–40 LUT (Evangelium)
- IV.	Kolosser 3,12–17 LUT (Epistel)
- V.	1. Samuel 16,14–23 LUT (Alttestamentliche Lesung)
- VI.	Offenbarung 15,2–4 LUT

Rogate: 5. Sonntag nach Ostern
- Wochenspruch/Votum: „Gelobt sei Gott, der mein Gebet nicht verwirft noch seine Güte von mir wendet.“ (Psalm 66,20 LUT)
- Psalm 95,1–7b LUT
- I. 	Johannes 16,23b–28 (29–32) 33 LUT
- II.	Matthäus 6,5–15 LUT
- III. 	Sirach 35,16–22a LUT oder Daniel 9,4–5.16–19 LUT
- IV.	Lukas 11,(1–4) 5–13 LUT (Evangelium)
- V.	1. Timotheus 2,1–6a LUT (Epistel)
- VI.	2. Mose 32,7–14 LUT (Alttestamentliche Lesung)

Christi Himmelfahrt
- Wochenspruch/Votum: Christus spricht: „Wenn ich erhöht werde von der Erde, so will ich alle zu mir ziehen.“ (Johannes 12,32 LUT)
- Psalm 47,2–10 LUT
- I.	1. Könige 8,22–24.26–28 LUT (Alttestamentliche Lesung)
- II.	Johannes 17,20–26 LUT
- III.	Epheser 1,(15–20a) 20b–23 LUT
- IV. 	Daniel 7,1–3 (4–8) 9–14 LUT
- V. 	Lukas 24,(44–49) 50–53 LUT (Evangelium)
- VI.	Apostelgeschichte 1,3–11 LUT (Neutestamentliche Lesung)

Exaudi: 6. Sonntag nach Ostern
- Wochenspruch/Votum: Christus spricht: „Wenn ich erhöht werde von der Erde, so will ich alle zu mir ziehen.“ (Johannes 12,32 LUT)
- Psalm 27,1.7–14 LUT
- I.	Epheser 3,14–21 LUT (Epistel)
- II. 	Jeremia 31,31–34 LUT (Alttestamentliche Lesung)
- III.	Johannes 7,37–39 LUT
- IV.	Römer 8,26–30 LUT
- V. 	1. Samuel 3,1–10 LUT
- VI.	Johannes 16,5–15 LUT (Evangelium)

Pfingstsonntag: Tag der Ausgießung des Heiligen Geistes
- Wochenspruch/Votum: „Es soll nicht durch Heer oder Kraft, sondern durch meinen Geist geschehen, spricht der Herr Zebaoth.“ (Sacharja 4,6 LUT)
- Psalm 118,24–29 LUT
- I. 	Johannes 14,15–19 (20–23a) 23b–27 LUT (Evangelium)
- II.	Apostelgeschichte 2,1–18 LUT (Neutestamentliche Lesung)
- III.	1. Mose 11,1–9 LUT (Alttestamentliche Lesung)
- IV.	Römer 8,1–2 (3–9) 10–11 LUT
- IV. 	1. Korinther 2,12–16 LUT
- VI.	Hesekiel 37,1–14 LUT

Pfingstmontag
- Wochenspruch/Votum: „Es soll nicht durch Heer oder Kraft, sondern durch meinen Geist geschehen, spricht der HERR Zebaoth.“ (Sacharja 4,6 LUT)
- Psalm 118,24–29 LUT
- I. 	Matthäus 16,13–19 LUT
- II.	Johannes 20,19–23 LUT (Evangelium)
- III.	1. Korinther 12,4–11 LUT (Epistel)
- IV.	4. Mose 11,11–12.14–17.24–25 (26–30) LUT (Alttestamentliche Lesung)
- V.	Johannes 4,19–26 LUT
- VI. 	Epheser 4,(1–6) 11–15 (16) LUT

### Sonntage nach Trinitatis
Trinitatis: Tag der Dreieinigkeit
- Wochenspruch/Votum: „Die Gnade unseres Herrn Jesus Christus und die Liebe Gottes und die Gemeinschaft des Heiligen Geistes sei mit euch allen.“ (2. Korinther 13,13 LUT)
- Psalm 113 LUT
- I.	2. Korinther 13,11–13 LUT
- II.	4. Mose 6,22–27 LUT
- III. 	Johannes 3,1–8 (9–15) LUT (Evangelium)
- IV.	Römer 11,(32) 33–36 LUT (Epistel)
- V.	Jesaja 6,1–8 (9–13) LUT (Alttestamentliche Lesung)
- VI. 	Epheser 1,3–14 LUT

1. Sonntag nach Trinitatis
- Wochenspruch/Votum: Christus spricht zu seinen Jüngern: „Wer euch hört, der hört mich; und wer euch verachtet, der verachtet mich.“ (Lukas 10,16 LUT)
- Psalm 34,2–11 LUT
- I.	Johannes 5,39–47 LUT
- II.	Apostelgeschichte 4,32–37 LUT
- III.	Jona 1,1 – 2,2 (3–10) 11 LUT
- IV. 	Lukas 16,19–31 LUT (Evangelium)
- V.	1. Johannes 4,(13–16a) 16b–21 LUT (Epistel)
- VI. 	Jeremia 23,16–29 LUT (Alttestamentliche Lesung)

2. Sonntag nach Trinitatis
- Wochenspruch/Votum: Christus spricht: „Kommt her zu mir, alle, die ihr mühselig und beladen seid; ich will euch erquicken.“ (Matthäus 11,28 LUT)
- Psalm 36,6–10 LUT
- I. 	Jesaja 55,1–5 LUT (Alttestamentliche Lesung)
- II.	Matthäus 11,25–30 LUT
- III.	1. Korinther 14,1–12 (23–25) LUT
- IV. 	Jona 3,1–10 LUT
- V.	Lukas 14,15–24 LUT (Evangelium)
- VI.	Epheser 2,(11–16) 17–22 LUT (Epistel)

3. Sonntag nach Trinitatis
- Wochenspruch/Votum: „Der Menschensohn ist gekommen, zu suchen und selig zu machen, was verloren ist.“ (Lukas 19,10 LUT)
- Psalm 103,1–13 LUT
- I. 	1. Timotheus 1,12–17 LUT (Epistel)
- II.	Micha 7,18–20 LUT (Alttestamentliche Lesung)
- III.	Lukas 15,1–10 LUT
- IV. 	Hesekiel 18,1–4. 21–24. 30–32 LUT
- V.	Jona (3,10) 4,1–11 LUT
- VI.	Lukas 15,1–3.11b–32 LUT (Evangelium)

4. Sonntag nach Trinitatis
- Wochenspruch/Votum: „Einer trage des anderen Last, so werdet ihr das Gesetz Christi erfüllen.“ (Galater 6,2 LUT)
- Psalm 42,2–6 LUT
- I. 	Lukas 6,36–42 LUT (Evangelium)
- II.	Römer 12,17–21 LUT (Epistel)
- III.	1. Mose 50,15–21 LUT (Alttestamentliche Lesung)
- IV. 	Johannes 8,3–11
- V.	1. Petrus 3,8–17 LUT
- VI.	1. Samuel 24,1–20 LUT

5. Sonntag nach Trinitatis
- Wochenspruch/Votum: „Aus Gnade seid ihr gerettet durch Glauben, und das nicht aus euch: Gottes Gabe ist es.“ (Epheser 2,8 LUT)
- Psalm 73,1–3.8–10.23–26 LUT
- I.	Matthäus 9,35 – 10,1(2–4)5–10 LUT
- II. 	Lukas 5,1–11 LUT (Evangelium)
- III.	1. Korinther 1,18–25 LUT (Epistel)
- IV. 	1. Mose 12,1–4 LUT (Alttestamentliche Lesung)
- V.	Johannes 1,35–51 LUT
- VI.	2. Korinther (11,18.23b–30) 12,1–10 LUT

6. Sonntag nach Trinitatis
- Wochenspruch/Votum: „So spricht der HERR, der dich geschaffen hat, Jakob, und dich gemacht hat, Israel: Fürchte dich nicht, denn ich habe dich erlöst; ich habe dich bei deinem Namen gerufen; du bist mein!“ (Jesaja 43,1 LUT)
- Psalm 139,1–12 LUT
- I.	1. Petrus 2,2–10 LUT
- II.	5. Mose 7,6–12 LUT
- III. 	Matthäus 28,16–20 LUT (Evangelium)
- IV.	Römer 6,3–8 (9–11) LUT (Epistel)
- V.	Jesaja 43,1–7 LUT (Alttestamentliche Lesung)
- VI. 	Apostelgeschichte 8,26–39 LUT

7. Sonntag nach Trinitatis
- Wochenspruch/Votum: „So seid ihr nun nicht mehr Gäste und Fremdlinge, sondern Mitbürger der Heiligen und Gottes Hausgenossen.“ (Epheser 2,19 LUT)
- Psalm 107,1–9 LUT
- I.	Johannes 6,30–35 LUT
- II.	Hebräer 13,1–3 LUT
- III.	1. Könige 17,1–16 LUT
- IV. 	Johannes 6,1–15 LUT (Evangelium)
- V.	Apostelgeschichte 2,41–47 LUT (Neutestamentliche Lesung)
- VI.	2. Mose 16,2–3.11–18 LUT (Alttestamentliche Lesung)

8. Sonntag nach Trinitatis
- Wochenspruch/Votum: „Wandelt als Kinder des Lichts; die Frucht des Lichts ist lauter Güte und Gerechtigkeit und Wahrheit.“ (Epheser 5,8b–9 LUT)
- Psalm 48,2–3a.9–15 LUT
- I.	Jesaja 2,1–5 LUT (Alttestamentliche Lesung)
- II.	Johannes 9,1–7 LUT
- III. 	1. Korinther 6,9–14 (15–18) 19–20 LUT
- IV.	Markus 12,41–44 LUT
- V. 	Matthäus 5,13–16 LUT (Evangelium)
- VI.	Epheser 5,8b–14 LUT (Epistel)

9. Sonntag nach Trinitatis
- Wochenspruch/Votum: „Wer ihn aber nicht kennt und getan hat, was Schläge verdient, wird wenig Schläge erleiden. Wem viel gegeben ist, bei dem wird man viel suchen; und wem viel anvertraut ist, von dem wird man umso mehr fordern.“ (Lukas 12,48 LUT)
- Psalm 63,2–9 LUT
- I.	Philipper 3,(4b–6) 7–14 LUT (Epistel)
- II. 	Jeremia 1,4–10 LUT (Alttestamentliche Lesung)
- III.	Matthäus 7,24–27 LUT
- IV. 	Matthäus 25,14–30 LUT
- V.	1. Könige 3,5–15 (16–28) LUT
- VI.	Matthäus 13,44–46 LUT (Evangelium)

10. Sonntag nach Trinitatis – Israelsonntag: Kirche und Israel
- Wochenspruch/Votum: „Wohl dem Volk, dessen Gott der HERR ist, dem Volk, das er zum Erbe erwählt hat!“ (Psalm 33,12 LUT)
- Psalm 122 LUT
- I. 	Markus 12,28–34 LUT (Evangelium)
- II.	Römer 11,25–32 LUT (Epistel)
- III.	2. Mose 19,1–6 LUT (Alttestamentliche Lesung)
- IV.	Matthäus 5,17–20 LUT
- V. 	5. Mose 4,5–20 LUT
- VI.	Sacharja 8,20–23 LUT

10. Sonntag nach Trinitatis – Israelsonntag: Gedenktag der Zerstörung Jerusalems
- Wochenspruch/Votum: „Wohl dem Volk, dessen Gott der HERR ist, dem Volk, das er zum Erbe erwählt hat!“ (Psalm 33,12 LUT)
- Psalm 74,1–3.8–11.20–21 LUT
- I. 	Lukas 19,41–48 LUT (Evangelium)
- II.	Römer 9,1–8.14–16 LUT (Epistel)
- III.	Jesaja 27,2–9 LUT (Alttestamentliche Lesung)
- IV. 	Klagelieder 5,1–22 LUT
- V.	Römer 11,17–24 LUT
- VI.	5. Mose 30,1–6 (7–10) LUT

11. Sonntag nach Trinitatis
- Wochenspruch/Votum: „Alle aber miteinander bekleidet euch mit Demut; denn Gott widersteht den Hochmütigen, aber den Demütigen gibt er Gnade.“ (1. Petrus 5,5b LUT)
- Psalm 145,1–2.14.17–21 LUT
- I. 	Hiob 23 LUT
- II.	Lukas 18,9–14 LUT (Evangelium)
- III.	Epheser 2,4–10 LUT (Epistel)
- IV.	2. Samuel 12,1–10.13–15a LUT (Alttestamentliche Lesung)
- V.	Lukas 7,36–50 LUT
- VI. 	Galater 2,16–21 LUT

12. Sonntag nach Trinitatis
- Wochenspruch/Votum: „Das geknickte Rohr wird er nicht zerbrechen, und den glimmenden Docht wird er nicht auslöschen.“ (Jesaja 42,3 LUT)
- Psalm 147,1–6.11 LUT
- I. 	Apostelgeschichte 3,1–10 (11–12) LUT
- II.	1. Korinther 3,9–15 LUT
- III. 	Markus 7,31–37 LUT (Evangelium)
- IV.	Apostelgeschichte 9,1–20 LUT (Neutestamentliche Lesung)
- V.	Jesaja 29,17–24 LUT (Alttestamentliche Lesung)
- VI.	Lukas 13,10–17 LUT

13. Sonntag nach Trinitatis
- Wochenspruch/Votum: „Christus spricht:‚Wahrlich, ich sage euch: Was ihr getan habt einem von diesen meinen geringsten Brüdern, das habt ihr mir getan.‘“ (Matthäus 25,40 LUT)
- Psalm 112 LUT
- I.	Markus 3,31–35 LUT
- II.	Apostelgeschichte 6,1–7 LUT
- III. 	1. Mose 4,1–16a LUT
- IV. 	Lukas 10,25–37 LUT (Evangelium)
- V.	1. Johannes 4,7–12 LUT (Epistel)
- VI.	3. Mose 19,1–3.13–18.33–34 LUT (Alttestamentliche Lesung)

14. Sonntag nach Trinitatis
- Wochenspruch/Votum: „Lobe den HERRN, meine Seele, und vergiss nicht, was er dir Gutes getan hat.“ (Psalm 103,2 LUT)
- Psalm 146 LUT
- I.	1. Mose 28,10–19a (19b–22) LUT (Alttestamentliche Lesung)
- II. 	Lukas 19,1–10 LUT
- III.	1. Thessalonicher 5,14–24 LUT
- IV. 	Jesaja 12,1–6 LUT
- V. 	Lukas 17,11–19 LUT (Evangelium)
- VI.	Römer 8,14–17 LUT (Epistel)

15. Sonntag nach Trinitatis
- Wochenspruch/Votum: „Alle eure Sorge werft auf ihn; denn er sorgt für euch.“ (1. Petrus 5,7 LUT)
- Psalm 127,1–2 LUT
- I.	1. Petrus 5,5b–11 LUT (Epistel)
- II.	1. Mose 2,4b–9 (10–14) 15 (18–25) LUT (Alttestamentliche Lesung)
- III.	Lukas 17,5–6 LUT
- IV. 	Galater 5,25 – 6,10 LUT
- V.	1. Mose 15,1–6 LUT
- VI. 	Matthäus 6,25–34 LUT (Evangelium)

16. Sonntag nach Trinitatis
- Wochenspruch/Votum: „Der dem Tode die Macht genommen und das Leben und ein unvergängliches Wesen ans Licht gebracht hat durch das Evangelium.“ (2. Timotheus 1,10 LUT)
- Psalm 68,4–7.20–21.35–36 LUT
- I. 	Johannes 11,1 (2) 3.17–27 (28–38a) 38b–45 LUT (Evangelium)
- II.	2. Timotheus 1,7–10 LUT (Epistel)
- III.	Klagelieder 3,22–26.31–32 LUT (Alttestamentliche Lesung)
- IV.	Lukas 7,11–16 LUT
- V.	Hebräer 10,35–36 (37–38) 39 LUT
- IV. 	Psalm 16,(1–4) 5–11 LUT

17. Sonntag nach Trinitatis
- Wochenspruch/Votum: „Denn alles, was aus Gott geboren ist, überwindet die Welt; und unser Glaube ist der Sieg, der die Welt überwunden hat.“ (1. Johannes 5,4c LUT)
- Psalm 138 LUT
- I.	Josua 2,1–21 LUT
- II. 	Matthäus 15,21–28 LUT (Evangelium)
- III.	Römer 10,9–17 (18) LUT (Epistel)
- IV. 	Jesaja 49,1–6 LUT (Alttestamentliche Lesung)
- V.	Markus 9,17–27 LUT
- VI.	Galater 3,26–29 LUT

18. Sonntag nach Trinitatis
- Wochenspruch/Votum: „Dies Gebot haben wir von ihm, dass, wer Gott liebt, dass der auch seinen Bruder liebe.“ (1. Johannes 4,21 LUT)
- Psalm 1 LUT
- I. 	Jakobus 2,1–13 LUT
- II.	5. Mose 30,11–14 LUT
- III.	Markus 10,17–27 LUT (Evangelium)
- IV.	Epheser 5,15–21 LUT (Epistel)
- V.	2. Mose 20,1–17 LUT (Alttestamentliche Lesung)
- VI. 	1. Petrus 4,7–11 LUT

19. Sonntag nach Trinitatis
- Wochenspruch/Votum: „Heile du mich, HERR, so werde ich heil; hilf du mir, so ist mir geholfen.“ (Jeremia 17,14 LUT)
- Psalm 32,1–7 LUT
- I.	Johannes 5,1–16 LUT
- II.	Epheser 4,22–32 LUT
- III.	Jesaja 38,9–20 LUT
- IV. 	Markus 2,1–12 LUT (Evangelium)
- V. 	Jakobus 5,13–16 LUT (Epistel)
- VI.	2. Mose 34,4–10 LUT (Alttestamentliche Lesung)

20. Sonntag nach Trinitatis
- Wochenspruch/Votum: „Es ist dir gesagt, Mensch, was gut ist und was der HERR von dir fordert: nichts als Gottes Wort halten und Liebe üben und demütig sein vor deinem Gott.“ (Micha 6,8 LUT)
- Psalm 119,1–8.17–18 LUT
- I.	1. Mose 8,18–22; 9,12–17 LUT (Alttestamentliche Lesung)
- II.	Markus 2,23–28 LUT
- III.	Prediger 12,1–7 LUT
- IV. 	Hoheslied 8,6b–7 LUT
- V. 	Markus 10,2–9 (10–16) 13–16 LUT (Evangelium)
- VI.	2. Korinther 3,3–6 (7–9) LUT (Epistel)

21. Sonntag nach Trinitatis
- Wochenspruch/Votum: „Lass dich nicht vom Bösen überwinden, sondern überwinde das Böse mit Gutem.“ (Römer 12,21 LUT)
- Psalm 19,8–14 LUT
- I.	Epheser 6,10–17 LUT (Epistel)
- II. 	Jeremia 29,1.4–7 (8–9) 10–14 LUT (Alttestamentliche Lesung)
- III.	Matthäus 10,34–39 LUT
- IV.	Johannes 15,9–12 (13–17) LUT
- VI.	1. Mose 13,1–12 (13–18) LUT
- VI. 	Matthäus 5,38–48 LUT (Evangelium)

22. Sonntag nach Trinitatis
- Wochenspruch/Votum: „Bei dir ist Vergebung, dass man dich fürchte.“ (Psalm 130,4 LUT)
- Psalm 143,1–10 LUT
- I. 	Matthäus 18,21–35 LUT (Evangelium)
- II. 	Römer 7,14–25a LUT (Epistel)
- II.	Jesaja 44,21–23 LUT (Alttestamentliche Lesung)
- III.	Matthäus 18,15–20 LUT
- V.	1. Johannes 2,12–14 LUT
- VI.	Micha 6,1–8 LUT

23. Sonntag nach Trinitatis
- Wochenspruch/Votum: „Dem König aller Könige und Herrn aller Herren, der allein Unsterblichkeit hat, dem sei Ehre und ewige Macht!“ (1. Timotheus 6,15–16 LUT)
- Psalm 33,13–22 LUT
- I.	Amos 7,10–17 LUT
- II. 	Matthäus 22,15–22 LUT (Evangelium)
- III.	Philipper 3,17–21 LUT (Epistel)
- IV.	2. Mose 1,8–20 LUT (Alttestamentliche Lesung)
- V.	Matthäus 5,33–37 LUT
- VI. 	Römer 13,1–7 LUT

24. Sonntag nach Trinitatis
- Wochenspruch/Votum: „Mit Freuden sagt Dank dem Vater, der euch tüchtig gemacht hat zu dem Erbteil der Heiligen im Licht.“ (Kolosser 1,12 LUT)
- Psalm 39,5–8.13–14 LUT
- I./IV. 	1. Korinther 9,16–23 LUT (Epistel)
- II./V.	Jesaja 51,9–16 LUT (Alttestamentliche Lesung)
- III./VI.	Markus 1,21–28 LUT (Evangelium)

### Ende des Kirchenjahres
Drittletzter Sonntag des Kirchenjahres
- Wochenspruch/Votum: „Selig sind, die Frieden stiften; denn sie werden Gottes Kinder heißen.“ (Matthäus 5,9 LUT)
- Psalm 85,9–14 LUT
- I.	Lukas 6,27–38 LUT
- II. 	1. Thessalonicher 5,1–6 (7–11) LUT
- III.	Psalm 85 LUT
- IV. 	Lukas 17,20–24 (25–30) LUT (Evangelium)
- V.	Römer 8,18–25 LUT (Epistel)
- VI.	Micha 4,1–5 (7b) LUT (Alttestamentliche Lesung)

Vorletzter Sonntag des Kirchenjahres
- Wochenspruch/Votum: „Wir müssen alle offenbar werden vor dem Richterstuhl Christi.“ (2. Korinther 5,10a LUT)
- Psalm 50,1–6.14–15.23 LUT
- I.	Hiob 14,1–6 (7–12) 13 (14) 15–17 LUT (Alttestamentliche Lesung)
- II.	Lukas 16,1–8 (9) LUT
- III.	2. Korinther 5,1–10 LUT
- IV.	Lukas 18,1–8 LUT
- V. 	Matthäus 25,31–46 LUT (Evangelium)
- VI.	Römer 14,(1–6) 7–13 LUT (Epistel)

Buß- und Bettag
- Wochenspruch/Votum: „Gerechtigkeit erhöht ein Volk; aber die Sünde ist der Leute Verderben.“ (Sprüche 14,34 LUT)
- Psalm 130 LUT
- I.	Römer 2,1–11 LUT (Epistel)
- II.	Jesaja 1,10–18 LUT (Alttestamentliche Lesung)
- III.	Matthäus 7,12–20 LUT
- IV. 	Offenbarung 3,1–6 LUT
- V.	Hesekiel 22,23–31 LUT
- VI. 	Lukas 13,(1–5) 6–9 LUT (Evangelium)

Letzter Sonntag des Kirchenjahres – Ewigkeitssonntag
- Wochenspruch/Votum: „Lasst eure Lenden umgürtet sein und eure Lichter brennen.“ (Lukas 12,35 LUT)
- Psalm 126 LUT
- I. 	Matthäus 25,1–13 LUT (Evangelium)
- II.	Offenbarung 21,1–7 LUT (Epistel)
- III.	Jesaja 65,17–19 (20–22) 23–25 LUT (Alttestamentliche Lesung)
- IV.	Markus 13,28–37 LUT
- V.	2. Petrus 3,(3–7) 8–13 LUT
- VI.	Psalm 126 LUT

Letzter Sonntag des Kirchenjahres – Totensonntag
- Wochenspruch/Votum: „Lehre uns bedenken, dass wir sterben müssen, auf dass wir klug werden.“ (Psalm 90,12 LUT)
- Psalm 90,1–14 LUT
- I. 	Johannes 5,24–29 LUT (Evangelium)
- II.	1. Korinther 15,35–38.42–44a LUT (Epistel)
- III.	5. Mose 34,1–8 LUT (Alttestamentliche Lesung)
- IV. 	Johannes 6,37–40 LUT
- V.	Daniel 12,1b–3 LUT
- VI.	Psalm 90,1–14 LUT

### Evangelische Feiertage außerhalb des Kirchenjahresschemas
Erntedankfest
- Wochenspruch/Votum: „Aller Augen warten auf dich, und du gibst ihnen ihre Speise zur rechten Zeit.“ (Psalm 145,15 LUT)
- Psalm 104,1a.10–15.27–30.33 LUT
- I.	Jesaja 58,7–12 LUT
- II.	Markus 8,1–9 LUT (Evangelium)
- III.	2. Korinther 9,6–15 LUT (Epistel)
- IV.	5. Mose 8,7–18 LUT (Alttestamentliche Lesung)
- V. 	Lukas 12,(13–14) 15–21 LUT
- VI. 	1. Timotheus 4,4–5 LUT

Reformationstag: 31. Oktober
- Wochenspruch/Votum: „Einen andern Grund kann niemand legen außer dem, der gelegt ist, welcher ist Jesus Christus.“ (1. Korinther 3,11 LUT)
- Psalm 46,2–12 LUT
- I.	5. Mose 6,4–9 LUT (Alttestamentliche Lesung)
- II.	Matthäus 10,26b–33 LUT
- III. 	Galater 5,1–6 LUT
- IV.	Psalm 46 LUT
- V. 	Matthäus 5,1–10 (11–12) LUT (Evangelium)
- VI.	Römer 3,21–28 LUT (Epistel)

### Weitere Feste und Gedenktage
Tag der Beschneidung und Namengebung Jesu: 1. Januar
- Spruch des Tages: „Jesus Christus gestern und heute und derselbe auch in Ewigkeit“ (Hebräer 13,8 LUT)
- Psalm 8,2–10 LUT
- I.  Lk 2,21 LUT (Evangelium)
- II.  Gal 4,4–7 LUT (Epistel)
- III. 1. Mose 17,1–13 LUT (Alttestamentliche Lesung)
- IV.  Apg 4,8–12 LUT
- V.  Kol 2,6–13 LUT
- VI.  1 Kor 7,17–24 LUT

Tag der Berufung des Apostels Paulus: 25. Januar
- Spruch des Tages: „Ich lebe, doch nun nicht ich, sondern Christus lebt in mir.“ (Galater 2,20 LUT)
- Psalm 67,2–8 LUT
- I./IV. Jes 45,22–25 LUT (Alttestamentliche Lesung)
- II./V. Mt 19,27–30 LUT (Evangelium)
- III./VI.Lk 26,4–25 LUT (Epistel)

Tag des Gedenkens an die Opfer des Nationalsozialismus: 27. Januar
- Spruch des Tages: „Hüte dich nur und bewahre deine Seele gut, dass du nicht vergisst, was deine Augen gesehen haben, und dass es nicht aus deinem Herzen kommt dein ganzes Leben lang.“ (5. Mose 4,9 LUT)
- Psalm 126,1–6 LUT
- I.  Eph 4,25–32 LUT
- II.  Koh 8,10–17 LUT
- III. Mt 10,26–28 LUT (Evangelium)
- IV.  1 Joh 2,7–11 LUT (Epistel)
- V.  1. Mose 4,1–10 LUT (Alttestamentliche Lesung)
- VI.  Lk 22,54–62 LUT

Tag der Darstellung Jesu im Tempel (Lichtmess): 2. Februar
- Spruch des Tages: „Als die Zeit erfüllt war, sandte Gott seinen Sohn, geboren von einer Frau und unter das Gesetz getan.“ (Gal 4,4 LUT)
- Psalm 138,1–8 LUT
- I.  Joh 8,12 LUT
- II.  1 Joh 1,1–4 LUT
- III. Jes 49,1–6 LUT
- IV.  Lk 2,22–35 LUT (Evangelium)
- V.  Hebr 2,14–18 LUT (Epistel)
- VI.  2. Mose 13,1–16 LUT (Alttestamentliche Lesung)

Tag des Apostels Matthias: 24. Februar
- Spruch des Tages: „Wie lieblich sind auf den Bergen die Füße des Freudenboten, der da Frieden verkündigt, Gutes predigt, Heil verkündigt, der da sagt zu Zion: Dein Gott ist König!“ (Jes 52,7 LUT)
- Psalm 25,1–9 LUT
- I./IV. 1 Sam 3,1–18 LUT (Alttestamentliche Lesung)
- II./V. Mt 11,25–30 LUT (Evangelium)
- III./VI.Apg 1,15–26 LUT (Epistel)
- Anmerkung: In Schaltjahren verschiebt sich der Gedenktag als sechster Tag vor den Kalenden des März traditionell auf den 25. Februar. Diese Angabe wurde in der aktuellen Perikopenordnung versäumt.

Tag der Ankündigung der Geburt Jesu: 25. März
- Spruch des Tages: „Als die Zeit erfüllt war, sandte Gott seinen Sohn, geboren von einer Frau und unter das Gesetz getan.“ (Gal 4,4 LUT)
- Psalm 19,2–7 LUT
- I./IV. Gal 4,4–7 LUT (Epistel)
- II./V. Jes 7,10–14 LUT (Alttestamentliche Lesung)
- III./VI.Lk 1,26–58 LUT (Evangelium)

Tag des Evangelisten Markus: 25. April
- Spruch des Tages: „Christus spricht: Geht hin in alle Welt und predigt das Evangelium aller Kreatur.“ (Mk 16,15 LUT)
- Psalm 57,2–12 LUT
- I./IV. Mk 1,1–15 LUT (Evangelium)
- II./V. Apg 15,36–41 LUT (Epistel)
- III./VI.Jes 52,7–10 LUT (Alttestamentliche Lesung)

Tag der Apostel Philippus und Jakobus d. J.: 3. Mai
- Spruch des Tages: „Wie lieblich sind auf den Bergen die Füße des Freudenboten, der da Frieden verkündigt, Gutes predigt, Heil verkündigt, der da sagt zu Zion: Dein Gott ist König!“ (Jes 52,7 LUT)
- Psalm 37,3–11 LUT
- I./IV. Jes 30,15–22 LUT (Alttestamentliche Lesung)
- II./V. Joh 14,1–15 LUT (Evangelium)
- III./VI.1 Kor 4,9–15 LUT (Epistel)

Tag der Geburt Johannes des Täufers (Johannis): 24. Juni
- Spruch des Tages: „Dies ist das Zeugnis Johannes des Täufers: Er muss wachsen, ich aber muss abnehmen.“ (Joh 3,30 LUT)
- Psalm 92,2–16 LUT oder Lk 1,68–79 LUT
- I.  Mt 3,1–12 LUT
- II.  Mt 11,11–19 LUT
- III. Lk 1,57–80 LUT (Evangelium)
- IV.  Apg 19,1–7 LUT (Epistel)
- V.  Jes 40,1–8 LUT (Alttestamentliche Lesung)
- VI.  Joh 3,22–30 LUT

Gedenktag des Augsburger Bekenntnisses: 25. Juni
- Spruch des Tages: „Ich rede von deinen Zeugnissen vor Königen und schäme mich nicht.“ (Ps 119,46 LUT)
- Psalm 46,2–12 LUT
- I./IV. Mt 10,26–55 LUT (Evangelium)
- II./V. 1 Tim 6,11–16 LUT (Epistel)
- III./VI.Neh 8,1–12 LUT (Alttestamentliche Lesung)

Tag der Apostel Petrus und Paulus: 29. Juni
- Spruch des Tages: „Mit großer Kraft bezeugten die Apostel die Auferstehung des Herrn Jesus, und große Gnade war bei ihnen allen.“ (Apg 4,33 LUT)
- Psalm 22,25–29 LUT
- I./IV. Jer 16,16–21 LUT (Alttestamentliche Lesung)
- II./V. Mt 16,13–19 LUT (Evangelium)
- III./VI.Gal 2,2–10 LUT (Epistel)

Tag des Besuchs Marias bei Elisabeth: 2. Juli
- Spruch des Tages: „Als die Zeit erfüllt war, sandte Gott seinen Sohn, geboren von einer Frau und unter das Gesetz getan.“ (Gal 4,4 LUT)
- Psalm 113,1–9 LUT
- I./IV. 1 Tim 3,16 LUT (Epistel)
- II./V. Jes 11,1–5 LUT (Alttestamentliche Lesung)
- III./VI.Lk 1,39–56 LUT (Evangelium)

Tag der Maria Magdalena: 22. Juli
- Spruch des Tages: „Gehet hin in alle Welt und predigt das Evangelium aller Kreatur.“ (Mk 16,15 LUT)
- Psalm 30,5–13 LUT
- I./IV. Hld 3,1–5 LUT (Alttestamentliche Lesung)
- II./V. Joh 20,11–18 LUT (Evangelium)
- III./VI.2 Kor 5,14–18 LUT (Epistel)

Tag des Apostels Jakobus d. Ä.: 25. Juli
- Spruch des Tages: „Wie lieblich sind auf den Bergen die Füße des Freudenboten, der da Frieden verkündigt, Gutes predigt, Heil verkündigt, der da sagt zu Zion: Dein Gott ist König!“ (Jes 52,7 LUT)
- Psalm 116,1–15 LUT
- I./IV. Apg 11,27–30 LUT und Apg 12,1–5 LUT (Epistel)
- II./V. Jes 45,4–7 LUT (Alttestamentliche Lesung)
- III./VI.Mt 20,20–23 LUT (Evangelium)

Tag des Apostels Bartholomäus: 24. August
- Spruch des Tages: „Wie lieblich sind auf den Bergen die Füße des Freudenboten, der da Frieden verkündigt, Gutes predigt, Heil verkündigt, der da sagt zu Zion: Dein Gott ist König!“ (Jes 52,7 LUT)
- Psalm 43,1–5 LUT
- I./IV. Mk 3,13–19 LUT (Evangelium)
- II./V. 2 Kor 4,7–10 LUT (Epistel)
- III./VI.Jes 61,8–11 LUT (Alttestamentliche Lesung)

Tag der Enthauptung Johannes des Täufers: 29. August
- Spruch des Tages: „Der Tod seiner Heiligen wiegt schwer vor dem Herrn. Dir will ich Dankopfer bringen und des Herrn Namen anrufen.“ (Jes 52,7 LUT)
- Psalm 73,1–26 LUT
- I./IV. Koh 8,2–13 LUT (Alttestamentliche Lesung)
- II./V. Mk 6,14–29 LUT (Evangelium)
- III./VI.2 Tim 2,8–13 LUT (Epistel)

Tag des Apostels und Evangelisten Matthäus: 21. September
- Spruch des Tages: „Christus spricht: Geht hin in alle Welt und predigt das Evangelium aller Kreatur.“ (Mk 16,15 LUT)
- Psalm 34,2–11 LUT
- I./IV. 1 Kor 12,27–31 LUT (Epistel)
- II./V. Hes 3,4–11 LUT (Alttestamentliche Lesung)
- III./VI.Mt 9,9–13 LUT (Evangelium)

Tag des Erzengels Michael (Michaelis): 29. September
- Spruch des Tages: „Der Engel des Herrn lagert sich um die her, die ihn fürchten, und hilft ihnen heraus.“ (Ps 34,8 LUT)
- Psalm 103,19–22 LUT
- I.  Lk 10,17–20 LUT (Evangelium)
- II.  Offb 12,7–12 LUT (Epistel)
- III. 1. Mose 21,8–21 LUT (Alttestamentliche Lesung)
- IV.  Mt 18,1–10 LUT
- V.  Apg 5,12–29 LUT
- VI.  4. Mose 22,31–35 LUT

Tag des Evangelisten Lukas: 18. Oktober
- Spruch des Tages: „Gehet hin in alle Welt und predigt das Evangelium aller Kreatur.“ (Mk 16,15 LUT)
- Psalm 119,121–128 LUT
- I./IV. 2 Tim 4,5–11 LUT (Epistel)
- II./V. Jes 43,8–13 LUT (Alttestamentliche Lesung)
- III./VI.Lk 1,1–4 LUT (Evangelium)

Tag der Apostel Simon und Judas: 28. Oktober
- Spruch des Tages: „Wie lieblich sind auf den Bergen die Füße des Freudenboten, der da Frieden verkündigt, Gutes predigt, Heil verkündigt, der da sagt zu Zion: Dein Gott ist König!“ (Jes 52,7 LUT)
- Psalm 145,1–21 LUT
- I./IV. 5. Mose 32,1–4 LUT (Alttestamentliche Lesung)
- II./V. Lk 1,12–14 LUT (Epistel)
- III./VI.Joh 15,17–25 LUT (Evangelium)

Gedenktag der Heiligen: 1. November
- Spruch des Tages: „Ihr seid nun nicht mehr Gäste und Fremdlinge, sondern Mitbürger der Heiligen und Gottes Hausgenossen.“ (Eph 2,19 LUT)
- Psalm 150,1–6 LUT
- I./IV. Offb 7,9–12 LUT (Epistel)
- II./V. Dan 7,1–27 LUT (Alttestamentliche Lesung)
- III./VI.Mt 5,1–10 LUT (Evangelium)

Tag des Gedenkens an die Novemberpogrome: 9. November
- Spruch des Tages: „Wer weiß, Gutes zu tun, und tut’s nicht, dem ist’s Sünde.“ (Jak 4,17 LUT)
- Psalm 74,1–3.8–11.20–21 LUT
- I.  Mk 14,66–72 LUT (Evangelium)
- II.  1 Petr 5,8–9 LUT (Epistel)
- III. Spr 24,10–12 LUT (Alttestamentliche Lesung)
- IV.  Lk 22,31–34 LUT
- V.  Mt 24,23–27 LUT
- VI.  2. Mose 1,15–22 LUT

Martinstag: 11. November
- Spruch des Tages: „Was ihr getan habt einem von diesen meinen geringsten Brüdern, das habt ihr mir getan.“ (Mt 25,40 LUT)
- Psalm 146,1–10 LUT
- I./IV. Jes 58,6–11 LUT (Alttestamentliche Lesung)
- II./V. Mt 25,31–40 LUT (Evangelium)
- III./VI.2 Kor 8,7–9 LUT (Epistel)

Tag des Apostels Andreas: 30. November
- Spruch des Tages: „Wie lieblich sind auf den Bergen die Füße des Freudenboten, der da Frieden verkündigt, Gutes predigt, Heil verkündigt, der da sagt zu Zion: Dein Gott ist König!“ (Jes 52,7 LUT)
- Psalm 146,1–10 LUT
- I./IV. Röm 10,9–18 LUT (Epistel)
- II./V. 5. Mose 30,11–14 LUT (Alttestamentliche Lesung)
- III./VI.Joh 1,35–47 LUT (Evangelium)

Nikolaustag: 6. Dezember
- Spruch des Tages: „Selig sind die Barmherzigen; denn sie werden Barmherzigkeit erlangen.“ (Mt 5,7 LUT)
- Psalm 138,1–8 LUT
- I./IV. Mt 6,1–4 LUT (Evangelium)
- II./V. Eph 2,1–10 LUT (Epistel)
- III./VI.Jes 61,1–10 LUT (Alttestamentliche Lesung)

Tag der Märtyrer des Thorner Blutgerichts: 7. Dezember

Tag des Apostels Thomas: traditionell 21. Dezember / ökumenisch 3. Juli
- Spruch des Tages: „Wie lieblich sind auf den Bergen die Füße des Freudenboten, der da Frieden verkündigt, Gutes predigt, Heil verkündigt, der da sagt zu Zion: Dein Gott ist König!“ (Jes 52,7 LUT)
- Psalm 74,1–21 LUT
- I./IV. Joh 20,24–29 LUT (Evangelium)
- II./V. 2 Kor 5,1–10 LUT (Epistel)
- III./VI.Ri 6,36–40 LUT (Alttestamentliche Lesung)

Tag des Erzmärtyrers Stephanus: 26. Dezember
- Spruch des Tages: „Der Tod seiner Heiligen wiegt schwer vor dem Herrn. Dir will ich Dankopfer bringen und des Herrn Namen anrufen.“ (Ps 116,15–17 LUT)
- Psalm 31,2–17 LUT
- I.  2 Chr 24,19–21 LUT (Alttestamentliche Lesung)
- II.  Hebr 10,32–39 LUT (Epistel)
- III. Offb 7,9–12 LUT
- IV.  Jer 26,1–13 LUT
- V.  Mt 10,16–22 LUT (Evangelium)
- VI.  Apg 6,8–15 LUT und Apg 7,55–60 LUT

Tag des Apostels und Evangelisten Johannes: 27. Dezember
- Spruch des Tages: „Gehet hin in alle Welt und predigt das Evangelium aller Kreatur.“ (Mk 16,15 LUT)
- Psalm 92,2–16 LUT
- I./IV. 1 Joh 1,1–4 LUT (Epistel)
- II./V. Spr 8,22–56 LUT (Alttestamentliche Lesung)
- III./VI.Joh 21,20–24 LUT (Evangelium)

Tag der Unschuldigen Kinder: 28. Dezember
- Spruch des Tages: „Der Tod seiner Heiligen wiegt schwer vor dem Herrn. Dir will ich Dankopfer bringen und des Herrn Namen anrufen.“ (Ps 116,15–17 LUT)
- Psalm 8,2–17 LUT
- I./IV. Mt 2,13–18 LUT (Evangelium)
- II./V. Offb 12,1–6 LUT (Epistel)
- III./VI.Jer 31,15–17 LUT (Alttestamentliche Lesung)

### Allgemein begangene Tage
Kirchweihe
- Psalm 84,2–13 LUT
- I. 	Psalm 84,2–13 LUT
- II.	Lukas 19,1–10 LUT (Evangelium)
- III.	Offenbarung 21,1–5a LUT (Neutestamentliche Lesung)
- IV.	1. Könige 8,27–30 LUT (Alttestamentliche Lesung)
- V.	Markus 4,30–32 LUT
- VI. 	Josua 24,14–16 LUT